# 陳時明
陳時明（1486年—1535年），字際豐，别号堠村，山東東昌府堂邑縣人，民籍，治《易經》，明朝政治人物。

## 生平
世居堠堌，生有异禀，强记绝人，有力善射，嗜酒，每夜读书则妻为扇炉暖酒佐之。酒壶容一升许，探指试之，才中饮，一饮而尽，且饮且读，手目各任，不相废也。既数十升，则披览弥捷，漏三四下，颓然乃就卧，迟明就枕上占夜所读书，一字不脱误，率为常。若酒不副，则读亦不力，率更馀即欠伸睡矣。凡应试，亦以酒从，兴酣摇笔，前言立就。初业春秋，妻家有春秋胡氏善本，借观之，故不求索甚亟，时明笑曰：何不广乃尔。顾已目摄之，不能忘，万一得举，将谓赖此书，生活何解于彼。乃改业礼记，匝月而业成，其伉健自立，不苟就人如此。
正德十一年（1516年）丙子科山東鄉試第四十四名舉人。正德十六年（1521年）中式辛巳科會試第三百二十九名，登第三甲第一百八十名進士。嘉靖元年（1522年）选授兵科給事中，參与議大禮，伏闕痛哭，被廷杖，杖時叫號指斥，氣益壮。杖畢倔然而起，推去搀扶之人，被人称为耐杖給事。嘉靖五年（1526年）四月升户科左給事中，会大同兵變，大同巡抚被杀，户部侍郎胡瓒被派往討叛，以時明为山西冀北道參議，先行驻大同，与都督桂勇擒拿首恶，再乱再定，遷四川松潘兵备副使，升陕西右參政，管关西兵备道，時鞑虏入寇，领兵与之作战，時酷热，解甲中风，遂遘疾而卒。侍郎许维新贊其为“天人”，不竟其用，五十而卒，惜哉。無子，祀乡贤。

## 家族
曾祖陳善，前按察司僉事；祖父陳睿；父陳璽，曾任州判官。前母魏氏；母汪氏。永感下。元配蕭氏，生二女，女婿王應璧、許東聚。继娶德府典膳官趙瑶女，居八月而夫逝，趙氏扶柩自陕西归乡，立族兄子陳至德为嗣。